# Christian Peter Wilhelm Stolle

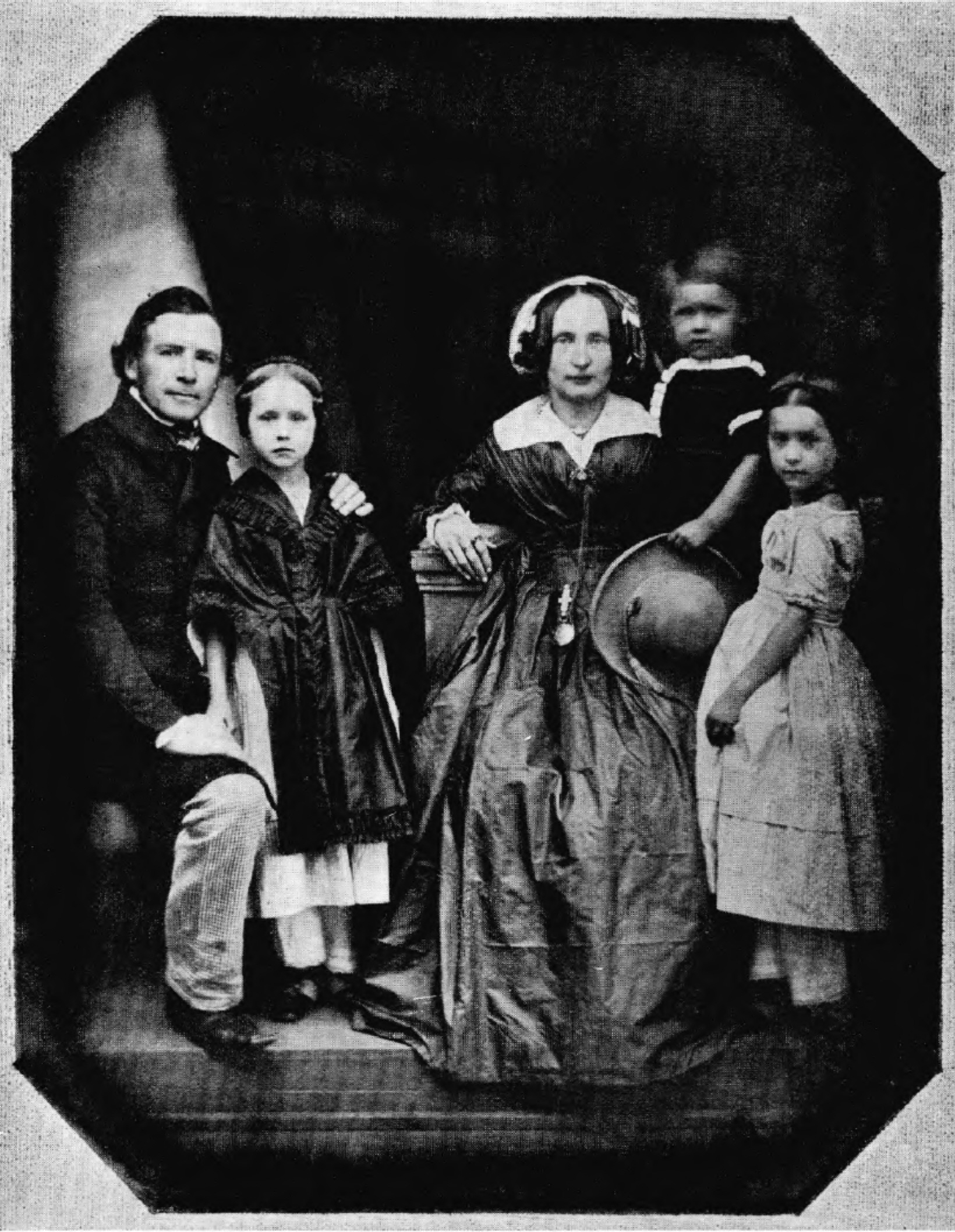
Christian Peter Wilhelm Stolle mit seiner Familie (1849)

Christian Peter Wilhelm Stolle (* 18. Oktober 1810 in Lübeck; † 11. September 1887 ebenda) war ein deutscher Dekorations- und Kunstmaler.

## Leben
Stolle war ein Sohn und Schüler des Lübecker Dekorationsmalers Johann Wilhelm Stolle (* 25. Juni 1780 in Lübeck; † 8. Juli 1838 ebenda) und seiner ersten Frau Magdalena Catharina Henriette (geborene Wulff, * 15. August 1787 in Lübeck; † 26. Februar 1816 ebenda). Nach kurzem Besuch des Realzweigs des Katharineums von 1824 bis 1827 wurde er Lehrling bei seinem Vater. 1832 wurde er Geselle und ging im folgenden Jahr zur Weiterbildung nach Berlin und an die Dresdener Akademie, wo Gustav Heinrich Naecke und Carl August Richter seine Lehrer waren.
Ende 1834 kam Stolle nach Lübeck zurück und arbeitete im Geschäft seines Vaters, das er mit dessen Krankheit 1837 faktisch und nach dessen Tod 1838 auch rechtlich übernahm, als ihn das Lübecker Amt der Maler als Meister aufnahm. 1884 gab er das Geschäft auf. In der Gesellschaft zur Beförderung gemeinnütziger Tätigkeit war er im Gewerbeausschuss ehrenamtlich tätig.
Er war verheiratet mit Charlotte Wilhelmine Christine (geborene Gloy, * 2. Februar 1811 in Lübeck; † 3. Märs 1882 ebenda). Das Paar hatte einen Sohn und zwei Töchter. Eine der Töchter, Katinka (* 1839), heiratete 1860 den Apotheker und Fotografen Hermann Linde und wurde die Mutter von  Max Linde, Heinrich Eduard Linde-Walther und Hermann Linde, die bei ihrem Großvater ihren ersten Zeichenunterricht erhielten.

## Werk

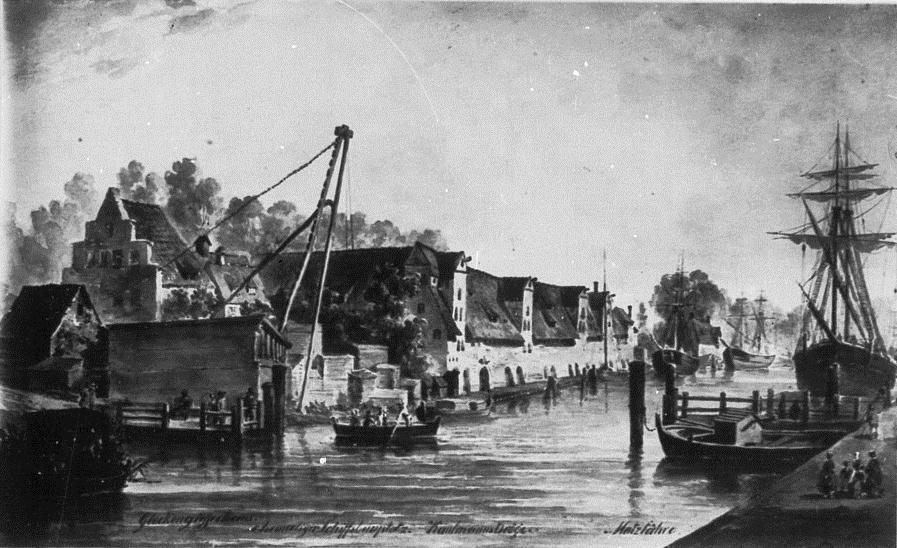
Aquarell des Lübecker Hafens von 1881 mit der Holzfähre, dem Ratsgießhaus und der Dröge

Stolle war in erster Linie als Stubenmaler in der Innendekoration tätig. Daneben übernahm er Restaurierungsaufgaben im Stil der Zeit, so 1866 in der Kirchenhalle des Heiligen-Geist-Hospitals.
Vom besonderer dokumentarischer Bedeutung für die Geschichte Lübecks sind die vielen Zeichnungen und Aquarelle, in denen er seine Lübecker Umwelt darstellte. Er überlieferte Bauten und Lübecker Trachten, die sich zu seinen Lebzeiten stark veränderten oder verschwanden.
Von den von Stolle gemalten Porträts sind unter anderem die von Emanuel Geibel und Ernst Deecke erhalten.
In der Kirche von Langenhorn hängt eine ihm zugeschriebene Kopie Christus am Kreuz nach Anthonis van Dyck.